# Parajulus cockerelli
Parajulus cockerelli är en mångfotingart som beskrevs av Miner 1926. Parajulus cockerelli ingår i släktet Parajulus och familjen Parajulidae. Inga underarter finns listade i Catalogue of Life.